# Lyrik-Empfehlungen

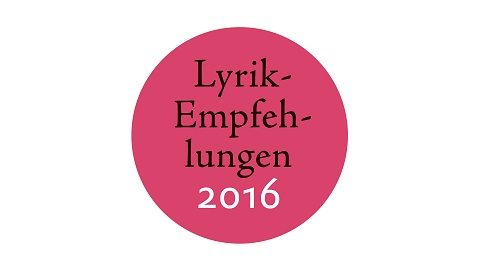
Lyrik-Empfehlungen 2016: empfohlene Bände gelangten mit diesem Aufkleber in den Handel

Das Projekt Lyrik-Empfehlungen ist eine Initiative der Deutschen Akademie für Sprache und Dichtung, der Stiftung Lyrik Kabinett und dem Haus für Poesie mit dem Ziel, Neuerscheinungen und die Stimmenvielfalt der gegenwärtigen Poesie stärker ins öffentliche Gespräch zu bringen.

## Lyrik-Empfehlungen
Die Liste der „Lyrik-Empfehlungen“ erscheint seit 2013 jährlich im März, kurz vor der Leipziger Buchmesse, wo sie in Gesprächen und Lesungen vorgestellt wird.
Auf der Empfehlungsliste stehen 24 Lyrik-Bände. 12 Kritiker, Lyriker und Vertreter literarischer Institutionen wählen unter den Neuerscheinungen eines Jahres je einen auf Deutsch verfassten und einen ins Deutsche übersetzten Lyrik-Band, den sie für „außerordentlich bemerkenswert, interessant, überraschend“ halten und somit zur Lektüre empfehlen.
Präsentiert wird die Empfehlungsliste von der Deutschen Akademie für Sprache und Dichtung, dem Münchner Lyrik Kabinett und dem Haus für Poesie Berlin in Zusammenarbeit mit dem Deutschen Bibliotheksverband. Zum Welttag der Poesie, am 21. März, werden die Lyrik-Empfehlungen in Bibliotheken und Buchhandlungen vorgestellt.
Größere Aufmerksamkeit bekamen die Lyrik-Empfehlungen 2015 dank der Nennung von Jan Wagners Gedichtband „Regentonnenvariationen“: Kurz nach Veröffentlichung der Empfehlungsliste wurden die „Regentonnenvariationen“ – als erster Lyrik-Band überhaupt – mit dem Preis der Leipziger Buchmesse ausgezeichnet.